# 2007 VK184
2007 VK184 es un asteroide que en la relación de Objetos de Riesgo Cercanos a la Tierra aparece calificado con el nivel 1 de la Escala de Turín.
El asteroide fue descubierto el 12 de noviembre de 2007 por el equipo del Catalina Sky Survey.
De acuerdo a las observaciones realizadas, si bien todavía no muy precisas hasta la fecha, con una base de 95 observaciones realizadas en 35 días, parece ser que el asteroide tiene una probabilidad de 1 entre 3130, es decir un 0,032%, de impactar contra la Tierra durante el mes de junio del año 2048.
El tamaño del asteroide se estima en unos 130 m de diámetro, y se desplaza por el espacio a una velocidad de 15,63 km/s. En caso de impacto, al ser un asteroide relativamente pequeño, no provocaría en ningún caso un fenómeno de destrucción masiva, pero sí daños locales muy importantes, pues la energía liberada en el choque sería de 140 Megatones (aprox. 10.770 veces la bomba de Hiroshima).